# Les bêtes féroces attaquent
Pour plus de détails, voir Fiche technique et Distribution.
Les bêtes féroces attaquent (Wild Beasts - Belve feroci) est un film d'horreur italien écrit et réalisé par Franco Prosperi, sorti en 1984.

## Synopsis
Une nuit, Rupert Berner, un vétérinaire dans un zoo de Francfort, reçoit un appel téléphonique inquiétant de son ami Nat Braun, un inspecteur de police, qui lui informe que des rats se sont échappés des égouts pollués par du phéncyclidine et qu'ils ont ensuite attaqué un couple de jeunes gens dans leur voiture. Rupert les extermine au lance-flammes mais garde quelques spécimens pour les examiner dans son laboratoire et il remarque que les rats sont contaminés par l'eau infectée. De retour au zoo, il découvre que toutes les cages sont ouvertes et vides. Panthères, léopards, ours, éléphants et tous les spécimens se sont évadés et envahissent actuellement la ville. Tous les animaux du zoo ont été contaminés par l'eau infectée et ils sont désormais incontrôlables et violents et surtout les animaux errants et domestiques qui sont aussi infectés par l'eau contaminée et ils sont aussi incontrôlables et enragés. Alors qu'ils sèment le chaos dans la ville, Rupert et sa collègue Laura vont tenter de trouver un moyen pour les arrêter et les exterminer.
A la fin, on remarque que les animaux ne sont pas les seuls contaminés, mais des enfants sont également contaminés par l'eau infectée de la fontaine qui deviennent ainsi incontrôlables et meurtriers à leur tour.

## Fiche technique
- Titre original : Wild Beasts - Belve feroci
- Titre français : Les Bêtes féroces attaquent
- Réalisation et scénario : Franco Prosperi
- Montage : Mario Morra
- Musique : Daniele Patucchi
- Photographie : Guglielmo Mancori
- Production : Frederico Prosperi
- Pays de production :  Italie
- Format : couleur
- Genre : horreur
- Langue : Anglais, italien
- Durée : 109 minutes
- Dates de sortie : 
  - Italie : 15 février 1984
  - France : 30 octobre 1985
- Interdit aux moins de 12 ans

## Distribution
- Lorraine De Selle : Laura Schwarz
- John Aldrich : Rupert Berner
- Ugo Bologna : inspecteur Nat Braun
- Louisa Lloyd : Suzy Schwarz
- John Stacy : gardien du zoo 1
- Enzo Pezzu : gardien du zoo 2
- Monica Nickel : mère de Carol
- Stefania Pinna : Carol
- Simonetta Pinna : Annie, une élève
- Alessandra Svampa : Alice; une élève
- Frederico Volocia : Tommy, un élève
- Alessandro Freyberger : Karl, un élève
- Tiziana Tannozzini : Fay, une élève
- Gianfranco Principi : le reporter